# 三齒半齧脂鯉
三齒半齧脂鯉，為輻鰭魚綱脂鯉目脂鯉亞目脂鯉科的其中一個種，分布於南美洲亞馬遜河流域，體長可達6.5公分，棲息在底中層水域，生活習性不明，可做為觀賞魚。